# Ègloga
L'ègloga (grec antic: ἐκλογή, 'selecció') és un subgènere líric que es desenvolupa mitjançant un monòleg pastoral o més freqüentment un diàleg en què uns pastors es conten les seues penes d'amor enmig d'un paisatge ideal arcàdic. El gènere posseïx motius rurals i els tòpics de la poesia pastoral de tots els temps, va ser creat i perfeccionat en el món hel·lenístic a partir del segle iv aC.
Les primeres èglogues van ser els Idil·lis (en grec, 'petits poemes' o 'petits cants') de Teòcrit; després en van escriure Moscos de Siracusa i altres autors sota el seu influx. L'escriptor llatí Virgili (segle i aC) va revitalitzar aquesta tradició amb les seves Èglogues o Bucòliques, però va afegir elements autobiogràfics i fent de cada pastor una màscara d'un personatge real: Mecenàs, August, etc. Algunes d'elles van arribar a escenificar-se a Roma. A través de Giovanni Boccaccio i amb el Renaixement i l'Arcàdia de Jacopo Sannazaro, el gènere es va tornar a recuperar i es va difondre per tot el món occidental, bé en vers, bé com èglogues intercalades en una novel·la pastoral qualsevol.